# Ankedammen
Ankedammen är en sjö i Dalsjöfors i Borås kommun i Västergötland och ingår i Viskans huvudavrinningsområde. Sjön är 2,1 meter djup, har en yta på 0,0116 kvadratkilometer och är belägen 275 meter över havet.